# HELLO, IT'S ME
『HELLO, IT'S ME』（ハロー・イッツ・ミー）は、L⇔Rの6枚目のシングルである。1994年10月21日発売。発売元はポニーキャニオン。

## 概要
- アルバム「LACK OF REASON」と同時発売。
- ポッキーCM曲。
- 東宝配給映画「四姉妹物語」主題歌。
- プロモーション用に『HELLO, IT'S ME RARE TRACKS』という、メンバーによるメイキング話やストリングスバージョンといったトラックを収録したCDが作られている。
- シングル曲で唯一、カラオケバージョン（Instrumental version）が入っている。

## 収録曲
1. HELLO, IT'S ME (5:28)
作詞・作曲:黒沢健一、編曲:L⇔R
2. Hyper Belly Dance (2:28)
作詞・作曲・編曲:L⇔R
3. HELLO, IT'S ME -Instrumental version- (5:28)

## 収録アルバム
- LACK OF REASON (#1、ALBUM MIX)
- Singles&More Vol.2 (#1)
- プラチナムベスト L⇔R (#1)